# Barsbüttel
Barsbüttel település Németországban, Schleswig-Holstein tartományban. Lakosainak száma 13 148 fő (2023. december 31.). Barsbüttel Glinde és Reinbek községekkel határos.

## Népesség
A település népességének változása:
| Lakosok száma | 7145 | 12 681 | 12 690 | 12 899 | 13 096 | 13 148 |
|               | 1975 | 2017   | 2019   | 2021   | 2022   | 2023   |